# Максимільянув (Свентокшиське воєводство)
Максимільянув (пол. Maksymilianów) — село в Польщі, у гміні Балтув Островецького повіту Свентокшиського воєводства.
Населення — 271 особа (2011).
У 1975-1998 роках село належало до Келецького воєводства.

## Демографія
Демографічна структура на день 31 березня 2011 року:
|          | Загалом | Допрацездатний вік | Працездатний вік | Постпрацездатний вік |
| -------- | ------- | ------------------ | ---------------- | -------------------- |
| Чоловіки | 135     | 35                 | 81               | 19                   |
| Жінки    | 136     | 25                 | 82               | 29                   |
| Разом    | 271     | 60                 | 163              | 48                   |